# Мезонаута
Мезонаута (лат. Mesonauta) — род пресноводных лучепёрых рыб из подсемейства Cichlasomatinae семейства цихловых. Эндемики Южной Америки. Популярным аквариумным видом является Mesonauta festivus.

## Представители
- Mesonauta acora Castelnau, 1855
- Mesonauta egregius Kullander & Silfvergrip, 1991
- Mesonauta festivus Heckel, 1840
- Mesonauta guyanae Schindler, 1998
- Mesonauta insignis Heckel, 1840
- Mesonauta mirificus Kullander & Silfvergrip, 1991

## Этимология
Название «мезонаута» означает на местном наречии «рыба-свинья». Рыбы данного вида были названы так за характерное постоянное копание в донном иле и взмучивание воды.